# Bol d'or automobile 1922
Navigation
Édition suivante
Le Bol d'or 1922 est la 1re édition de l'épreuve et se déroulent les 28 et 29 mai 1922 sur le circuit de Saint-Germain-en-Laye.

## Classement de la course
| Pos. | Pilote            | Châssis                 | Tours | Temps/Abandon |
| ---- | ----------------- | ----------------------- | ----- | ------------- |
| 1    | André Morel       | Amilcar                 | 283   |               |
| 2    | Robert Benoist    | Salmson                 | 264   |               |
| 3    | Juan Bueno        | Salmson                 | 262   |               |
| 4    | Philippe de Marne | Bignan                  | 249   |               |
| 5    | Lenfant           | Benjamin                | 238   |               |
| 6    | Hubert            | Benjamin                | 234   |               |
| 7    | Marius Mestivier  | Amilcar                 | 264   |               |
| 8    | Gex               | Motosacoche             |       |               |
| 9    | Sigrand           | DS                      |       |               |
| 10   | Cabet             | ?                       |       |               |
| 11   | Becker            | Harley-Davidson         |       |               |
| 12   | Battaglia         | Benjamin                | 208   |               |
| 13   | Violette Morris   | Benjamin                | 199   |               |
| 14   | Rolley Gonnet     | Benjamin                | 189   |               |
| 15   | Mercier           | René Gillet             |       |               |
| 16   | Genault           | Elfe                    | 166   |               |
| 17   | Pletsier          | DS                      |       |               |
| 18   | Leblanc           | Rally                   |       |               |
| Abd  | Fardeau           | Amilcar                 |       |               |
| Abd  | Fournier          | Établissements Fournier |       |               |
| Abd  | Margueritte       | Margueritte             |       |               |
| Abd  | Yvon              | GN                      | 166   |               |
| Abd  | Robert Sénéchal   | Sénéchal                |       |               |
| Abd  | Fouquet           | Salmson                 |       | Accident      |

- Légende: Abd.=Abandon.